# ليز مونفيس
ليزلي روي مونفيس (بالإنجليزية: Leslie Roy Moonves)‏ (من مواليد 6 أكتوبر 1949) هو مدير إعلامي أمريكي. كان رئيس مجلس الإدارة والرئيس التنفيذي لشركة سي بي إس من عام 2003 حتى استقالته في سبتمبر 2018 بعد العديد من الادعاءات بالتحرش الجنسي والاعتداء الجنسي. وهو متزوج من المذيعة التلفزيونية جولي تشن منذ عام 2004.
شغل مونفيس سلسلة من المناصب التنفيذية في شبكة سي بي إس من يوليو 1995 إلى سبتمبر 2018. وكان أيضًا عضوًا في مجلس إدارة زيني ماكس ميديا من 1999 وحتى 2021. وشغل لاحقا منصب الرئيس المشارك والرئيس التنفيذي للعمليات للشركة الأصلية فاياكوم وهي السلف القانوني لشركة سي بي إس، من عام 2004 حتى انقسمام الشركة في ديسمبر 2005. وأصبح رئيسًا لشبكة سي بي إس في فبراير 2016. استقال مونفيس من منصبه في سبتمبر 2018 كرئيس لشبكة سي بي إس بعد أن رفعت ضده عدة نساء اتهامات بالاعتداء الجنسي. يُزعم أن مونفيس أتلف الأدلة على سوء سلوكه الجنسي.
جمع مونفيس وفقًا لتقارير إعلامية مختلفة صافي ثروة تزيد عن 800 مليون دولار أمريكي من خلال تعويض من سي بي إس، حيث كسب مونفيس 68.4 مليون دولار في عام 2017، إلى جانب خيارات الأسهم في شركة الوسائط الإعلامية، التي تبلغ قيمتها أكثر من 100 مليون دولار.

## النشأة
ولد ليزلي روي مونفيس في بروكلين، مدينة نيويورك لعائلة يهودية من مدينة نيويورك. وهو ابن جوزفين (شلايفر) وهيرمان مونفيس، ونشأ في فالي ستريم، ولاية نيويورك. كانت والدته ممرضة. لديه أخت واحدة ميليسا مونفيس كولون وشقيقان بمن فيهما المحامي في مجال الترفيه جوناثان مونفيس. التحق بمدرسة فالي ستريم الثانوية المركزية وزوال دراسته الجامعية في جامعة بوكنل في وتخرج منها في عام 1971. قرر أن دوراته العلمية لم تتحقق وحول تخصصه من تخصص «ما قبل الطب» إلى اللغة الإسبانية (وهو موضوع وجده أكثر إمتاعًا إلى حد كبير) وعمل في عدد قليل من المسرحيات. بعد تخرجه في عام 1971، انتقل إلى مانهاتن لمتابعة مهنة التمثيل حيث تخرج في النهاية من «مدرسة الجوار بلاي هاوس للمسرح». حصل على أدوار ثانوية قليلة ولعب دور رجال صارمين في مسلسلات «كانون» ورجل الستة ملايين دولار، التي وصفها بالأدوار التلفزيونية «المنسية» قبل اتخاذ قرار بشأن تغيير المهنة. كما عمل كأحد مساعدي مخرجة تجارب الأداء كارو جونز المكتب الأوائل في بداية حياتها المهنية.